# Томсон, Уильям (футболист)
Уи́льям То́мсон (англ. William Thomson; 4 мая 1868 — 1911) — шотландский футболист, нападающий.
Играл за шотландский «Дамбартон». С апреля по октябрь 1893 года был игроком бирмингемского клуба «Астон Вилла», однако в официальных матчах команды участия не принял.
В октябре 1893 года перешёл в английский клуб «Ньютон Хит» из Манчестера. Дебютировал за «язычников» 21 октября 1893 года в матче против «Бернли» на стадионе «Терф Мур». В сезоне 1893/94 провёл за команду 3 матча в Первом дивизионе. По окончании сезона покинул клуб.